# Heterodera daverti
Heterodera daverti — вид паразитичних нематод родини Гетеродерові (Heteroderidae) ряду Тиленхіди (Tylenchida). Ця нематода є шкідником різних видів конюшини (Trifolium). Утворює на листі кулясті цисти. Вид поширений у Європі та Західній Азії.